# 예두아르트 코코이티

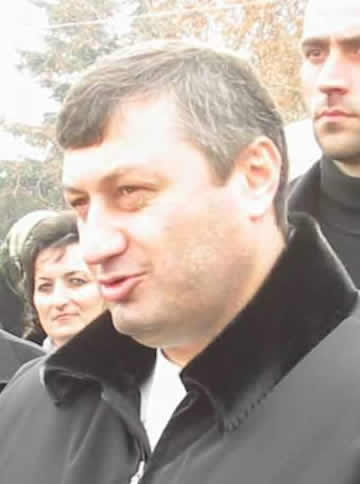
에두아르트 코코이티

예두아르트 자베예비치 코코이티(러시아어: Эдуард Джабеевич Кокойты, 오세트어: Кокойты Джабейы фырт Эдуард, 조지아어: ედუარდ ჯაბეს ძე კოკოითი, 1964년 10월 31일 츠힌발리 ~ )는 남오세티야의 제2대 대통령이다. 러시아의 대통령인 블라디미르 푸틴과 깊은 연관 관계에 있다.
| 전임 루드비크 치비로프 | 제2대 남오세티야의 대통령 2001년 ~ 2011년 | 후임 바딤 브롭체프 (권한 대행) |